# Scatman (Ski-Ba-Bop-Ba-Dop-Bop)
»Scatman (Ski-Ba-Bop-Ba-Dop-Bop)« je dance skladba ameriškega izvajalca Scatman Johna, ki je izšla konec leta 1994 kot singel pri založbi RCA Records. Ustvarili so jo Scatman John in nemška producenta Tony Catania ter Ingo Kays, znana je po kombinaciji elektronskih dance ritmov in melodij ter jazzovskega scat petja in rapanja. Zaradi nenavadnosti in spevnosti je takoj pritegnila pozornost javnosti in postala eden največjih hitov naslednjega leta.

## Nastanek
Scatman John, s pravim imenom John Larkin, je bil ameriški jazzist, ki je odraščal s hudo obliko jecljanja, zaradi katerega je postal jazz pianist. Leta 1990 se je preselil v Zahodno Evropo, kjer je našel za to zvrst glasbe dovzetnejše občinstvo, in nastopal po hotelih ter križarkah. Kmalu po tistem je ugotovil, da lahko poje brez jecljanja, posebej dober odziv pa je dobil na scat petje – obliko improvizacije, pri kateri vokalist izraža melodije in ritem z nesmiselnim zaporedjem zlogov ali drugih glasov, kar ima v jazzu že dolgo tradicijo (Larkina je navdihnil star posnetek Elle Fitzgerald).
Vzporedno je pošiljal demo posnetke založbam, tako ga je slišal menedžer Axel Alexander iz nemške založbe Ariola, ki si je domislil, da bi scat petje kombiniral s slogom, privlačnim za najširše občinstvo, in se odločil za komercialno elektronsko glasbo. Larkina je povezal s Catanio in Kaysem, ki sta ga povabila na snemalno seanso in mu naročila, naj improvizira na generično glasbeno podlago. Sprva je bil zadržan, saj se je bal norčevanja, ko se bo razvedelo, da jeclja, a je na ženin predlog svojo govorno napako izrecno izpostavil in zasnoval besedilo kot motivacijsko sporočilo – češ, vsakdo lahko uporabi svojo posebnost in jo pretvori v formulo za uspeh. Producenta sta nato računalniško obdelala posnetke, jih obrezala za hitrejši tempo ter dodala povsem nove melodije. Izdelek v Eurodance slogu je prepričal tako Larkina, ki so mu nadeli vzdevek »Scatman John«, kot tudi menedžerja in založba je podprla izid z močno promocijsko kampanjo.

## Izid in odziv
Ob izidu v obliki singla pri založbi RCA novembra 1994 je pesem postala takojšnji hit v Evropi, podprta z rednim predvajanjem videospota na glasbenih kanalih Viva in MTV, ter postala stalnica v diskotekah. Kritiki so izpostavili bizarno, a izvirno kombinacijo poskočne Eurodance melodije z ameriškim jazzistom v srednjih letih, oblečenim v siv suknjič, hlače in klobuk, ter napovedali, da bo velika, čeprav kratkotrajna uspešnica. Uvrstila se je na prvo mesto lestvic v več kot 10 državah (predvsem evropskih).
Skupno je bilo prodanih prek šest milijonov izvodov singla. Kasneje je pesem izšla na albumu Scatman's World (1995), ki je prav tako doživel prodajni uspeh.

### Položaj na lestvicah
| Lestvica (1995)                                    | Najvišja uvrstitev |
| -------------------------------------------------- | ------------------ |
| Avstralija (ARIA)                                  | 8                  |
| Avstrija (Ö3 Austria Top 40)                       | 1                  |
| Belgija (Ultratop 50 Flanders)                     | 1                  |
| Belgija (Ultratop 50 Wallonia)                     | 1                  |
| Canada Top Singles (RPM)                           | 84                 |
| Canada Dance/Urban (RPM)                           | 1                  |
| Danska (Tracklisten)                               | 1                  |
| Evropa (Eurochart Hot 100)                         | 1                  |
| Evropa (European Dance Radio)                      | 2                  |
| Finska (Suomen virallinen lista)                   | 1                  |
| Francija (SNEP)                                    | 1                  |
| Irska (IRMA)                                       | 1                  |
| Islandija (Íslenski Listinn Topp 40)               | 20                 |
| Italija (Musica e dischi)                          | 3                  |
| Japonska (Oricon)                                  | 36                 |
| Nemčija (Media Control Charts)                     | 2                  |
| Nizozemska (Dutch Top 40)                          | 2                  |
| Nizozemska (Single Top 100)                        | 2                  |
| Norveška (VG-lista)                                | 1                  |
| Nova Zelandija (RIANZ)                             | 39                 |
| Škotska (OCC)                                      | 3                  |
| Španija (AFYVE)                                    | 1                  |
| Švedska (Sverigetopplistan)                        | 2                  |
| Švica (Schweizer Hitparade)                        | 1                  |
| UK Singles (OCC)                                   | 3                  |
| UK Dance (OCC)                                     | 9                  |
| UK on a Pop Tip Club Chart (Music Week)            | 3                  |
| ZDA Billboard Hot 100                              | 60                 |
| ZDA Hot Dance Club Play (Billboard)                | 10                 |
| ZDA Hot Dance Music/Maxi-Singles Sales (Billboard) | 15                 |
| ZDA Rhythmic Top 40 (Billboard)                    | 40                 |
| ZDA Top 40 Mainstream (Billboard)                  | 40                 |
| ZDA Cash Box Top 100                               | 62                 |

| Lestvica (1995)                   | Položaj |
| --------------------------------- | ------- |
| Australia (ARIA)                  | 38      |
| Austria (Ö3 Austria Top 40)       | 8       |
| Belgium (Ultratop Flanders)       | 7       |
| Belgium (Ultratop Wallonia)       | 3       |
| Canada Dance/Urban (RPM)          | 1       |
| Europe (Eurochart Hot 100)        | 2       |
| France (SNEP)                     | 3       |
| Germany (Official German Charts)  | 5       |
| Netherlands (Dutch Top 40)        | 11      |
| Netherlands (Single Top 100)      | 23      |
| Norway (VG-lista) (Winter Period) | 7       |
| Sweden (Sverigetopplistan)        | 23      |
| Switzerland (Schweizer Hitparade) | 4       |
| UK Singles (OCC)                  | 30      |